# Раньядуш (Меда)
Раньядуш (порт. Ranhados) — район (фрегезия) в Португалии, входит в округ Гуарда. Является составной частью муниципалитета Меда. По старому административному делению входил в провинцию Бейра-Алта. Входит в экономико-статистический субрегион Бейра-Интериор-Норте, который входит в Центральный регион. Население составляет 335 человек на 2001 год. Занимает площадь 25,46 км².
Покровителем района считается Мартин Турский (порт. São Martinho).